# Эсконетс
Эсконе́тс (фр. и окс. Escaunets) — коммуна во Франции, находится в регионе Юг — Пиренеи. Департамент — Верхние Пиренеи. Входит в состав кантона Вик-ан-Бигор. Округ коммуны — Тарб.
Код INSEE коммуны — 65160.

## География
Коммуна расположена приблизительно в 640 км к югу от Парижа, в 130 км западнее Тулузы, в 18 км к северо-западу от Тарба.
На востоке коммуны протекает река Луэт и расположено озеро Луэт.

## Климат
Климат умеренно-океанический с солнечной тёплой погодой и обильными осадками на протяжении практически всего года.

## Население
Население коммуны на 2010 год составляло 113 человек.
| 1962 | 1968 | 1975 | 1982 | 1990 | 1999 | 2010 |
| ---- | ---- | ---- | ---- | ---- | ---- | ---- |
| 130  | 118  | 104  | 109  | 100  | 93   | 113  |

## Администрация
| Период | Период | Фамилия     | Партия | Примечания |
| ------ | ------ | ----------- | ------ | ---------- |
| 2001   | 2014   | Эли Фуркад  |        |            |
| 2014   | 2020   | Поль Лаграв |        |            |

## Экономика
В 2010 году среди 66 человек трудоспособного возраста (15-64 лет) 53 были экономически активными, 13 — неактивными (показатель активности — 80,3 %, в 1999 году было 77,6 %). Из 53 активных жителей работали 49 человек (26 мужчин и 23 женщины), безработных было 4 (0 мужчин и 4 женщины). Среди 13 неактивных 7 человек были учениками или студентами, 4 — пенсионерами, 2 были неактивными по другим причинам.

## Фотогалерея

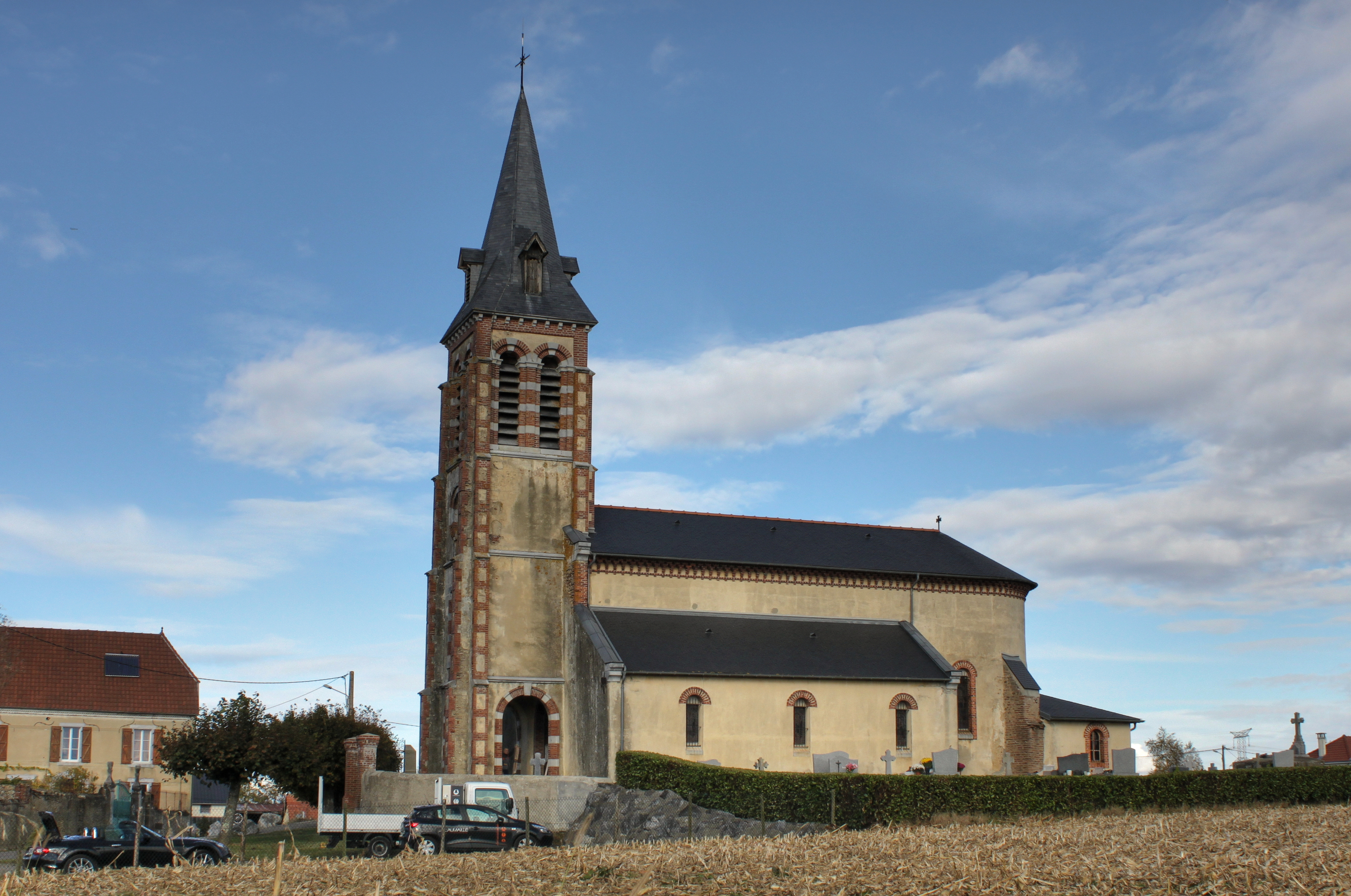
Церковь обретения мощей Св. Стефана
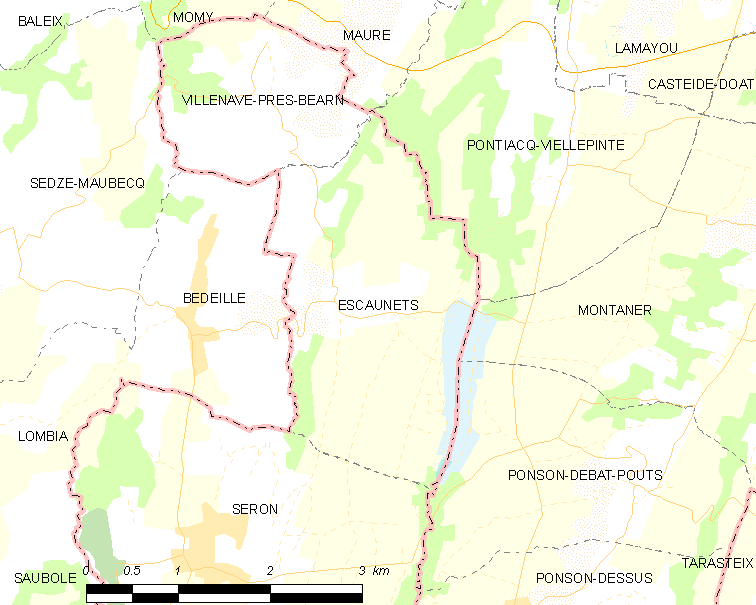
Карта коммуны